# Фиксизи
Фиксизи (рус. Фиксики) je руска дечија цртана серија, настала по књизи Едварда Успенског - Гарантийные человечки. Серија тренутно броји 3 сезоне и 139 епизода, а планирано је да их буде 156.
У Србији, Црној Гори, Босни и Херцеговини и БЈР Македонији серија је премијерно приказана на каналу Минимакс, синхронизована на српски језик. Синхронизацију за прву сезону је радио студио Кларион, а за другу студио Студио и Студио С, док је непознато емитовање треће сезоне.

## Радња
Радња прати породицу Фиксиза - малих човечуљака који живе у кућним справама и поправљају кварове. Укупно их има девет: Папус, Масја и њихова деца Симка и Нолик, дека Фиксиза Дедус, и њихови другари Фајер, Игрок, Шпуља и Верта. Они живе у кући дванаестогодишњака Тома Томаса и његових родитеља, са којима живи и Томова бака, а друштво им прави и група паукова.

## Ликови и улоге
| Улога     | Глумац |
| --------- | ------ |
| Том Томас |        |
| Симка     |        |
| Нолик     |        |
| Папус     |        |
| Масја     |        |
| Дедус     |        |
| Фајер     |        |

## Дугометражни филм
Дугометражни филм Фиксизи - мајсторчићи (рус. Фиксики: Большой секрет) изашао је 28. октобра 2017, док ће у Србији имати премијеру 2018. године.